# Edu (football, 1978)
Pour les articles homonymes, voir Edu.
Eduardo Cesar Daud Gaspar dit Edu, né le 15 mai 1978 à São Paulo (Sudeste), est un footballeur international brésilien.
Edu est formé au SC Corinthians. En trois saisons en équipe première, il remporte les Championnats brésilien et Paulista en 1999 puis le Championnat du monde des clubs en 2000. Le milieu de terrain est ensuite cédé à Arsenal pour 9 M€ et devient le premier Brésilien à être sacré champion d'Angleterre en 2002. Après un second titre et deux Coupes d'Angleterre, à la fin de son contrat, il rejoint le Valence CF. Il y reste pendant quatre saisons et remporte la Coupe d'Espagne. En juin 2009, Edu retourne au dans son club formateur. Il joue jusqu'à la fin de la saison 2010 et annonce sa retraite en mars 2011 avant de devenir directeur général du club.
Edu est appelé en équipe du Brésil durant deux saisons et connaît quinze sélections. Il participe aux victoires en Copa América et Coupe des confédérations.

## Biographie

### Enfance et formation au Corinthians

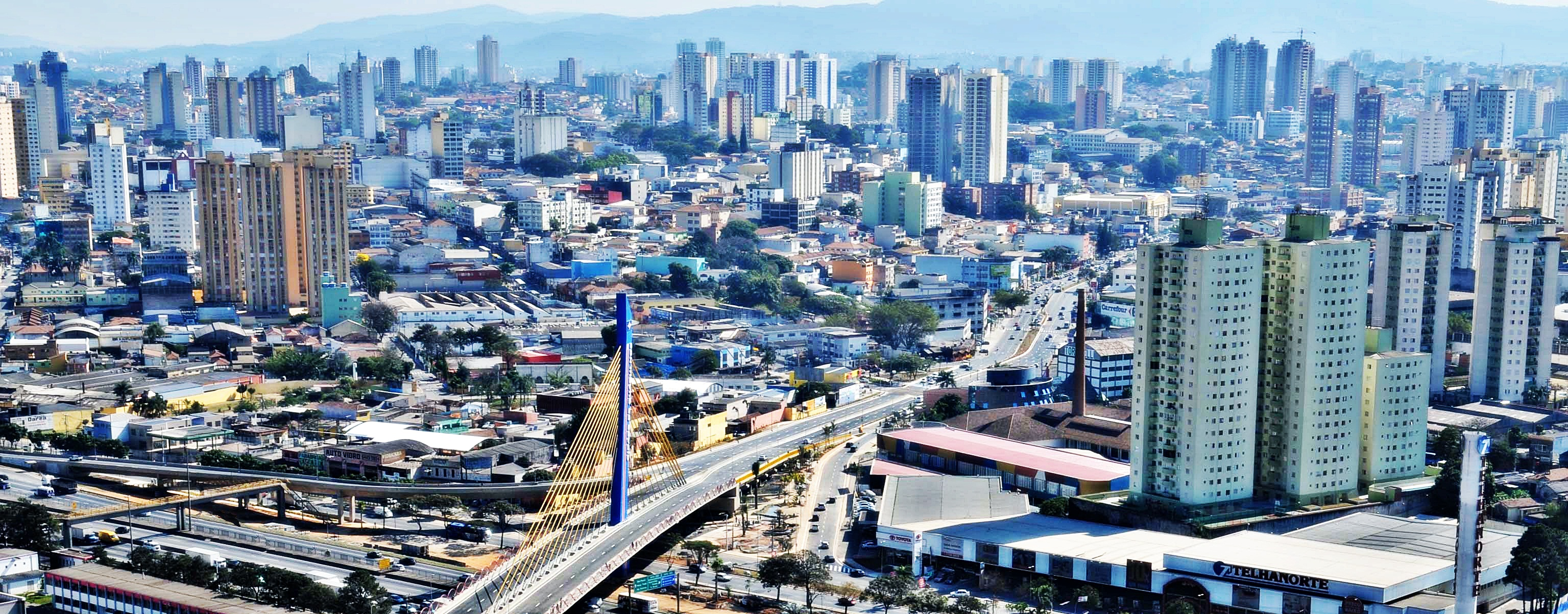
Vue de Guarulhos, où grandi Edu.

Edu vient d'un milieu plus privilégié que de nombreux footballeurs brésiliens. Son grand-père émigre à São Paulo du Portugal avec assez d'argent pour acheter un bar, où toute la famille travaille. Celle-ci grandi à Guarulhos, dans le grand São Paulo, où se trouve l'aéroport international. Son père est négociant jusqu'à ce que son fils lui paye sa retraite anticipée. Il déclare en 2004 : « au Brésil, je n'ai jamais eu une vie de luxe. Nous n'avions jamais faim, mais il n'y avait pas abondance ». Il ajoute qu'il a insisté pour que son père cesse de travailler : « j'ai pris une maison pour mon père, une aussi pour ma mère. Je voulais qu'ils profitent de la vie un peu plus ».
Edú débute à quatre ans et demi avec le club brésilien du SC Corinthians. Il débute par le futsal dans la catégorie des trois à cinq ans, puis progresse jusqu'au niveau suivant, pour les six ans, et le dernier, sept ans. Il ne passe pas par la catégorie huit ans et est mis tout de suite au football sur herbe.

### Débuts professionnels au Corinthians (1998-2001)
Edú débute à 17 ans en équipe première chez les Corinthians.
Après un match perdu contre le grand rival Palmeiras en Copa Libertadores, les fans en colère encerclent l'hôtel de son équipe et empêchent les joueurs de le quitter. Ils déclarent ne pas avoir apprécié le peu d'engagement sur le terrain. Puis les fans ont autorisé quelques joueurs à rentrer chez eux : « les joueurs qui avaient fait preuve de courage et de détermination ». Edu fait partie des quelques chanceux.
À 22 ans, il a déjà remporté deux championnats brésiliens et le championnat du monde des clubs.

### L'Europe et la Seleção avec Arsenal (2001-2005)

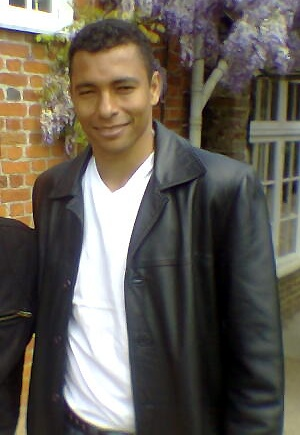
Gilberto Silva, compatriote et adversaire pour une place de titulaire à Arsenal comme en sélection.

Son transfert à Arsenal n'est finalisé qu'en janvier 2001 après l'obtention d'un passeport européen. En effet, à l'été 2000, présentant un faux passeport portugais, il est expulsé par les services d'immigration britannique.
Edu arrive à Arsenal en janvier avec pour but de remplacer le Français Emmanuel Petit, parti l'été précédent. Le Brésilien connaît une arrivée brutale dans le football anglais. Étourdi par une tragédie familiale en dehors du terrain, il subit une blessure après seulement quinze minutes lors de ses débuts contre Leicester City. Il joue seulement quatre autres matchs cette saison-là.
Au début de la saison 2001-2002, le Brésilien se casse le pied au début de la pré-saison. Il revient et réussit finalement à percer avec un doublé coupe-championnat. Il inscrit deux buts décisifs contre Newcastle et Aston Villa.
Durant l'été 2002, Arsène Wenger renforce son milieu de terrain avec un autre brésilien, Gilberto Silva, et le temps de jeu d'Edu diminue. Cependant, il brille en Coupe d'Angleterre avec un but et une passe décisive au cinquième tour sur le terrain de Manchester United (victoire 2-0). Il ne joue pas la finale remportée par les Gunners et ne se voit donc pas attribuer l'obtention de ce trophée.
En août 2003, Edu transforme le premier tir-au-but du Community Shield que son équipe perd finalement contre Manchester United (1-1 tab 4-3).
Il ne s'impose jamais totalement à cause de la concurrence et de blessure mais le Brésilien participe aux titres de champion en 2002 et 2004 ainsi qu'aux victoires en Coupe d'Angleterre (2002 et 2005). Dans les grandes compétitions, Edu a souvent dû se contenter d'une place parmi les remplaçants. En 127 apparitions pour le club londonien, 51 d'entre elles sont débutées sur le banc (40 %).
L'émergence de Cesc Fàbregas est une menace supplémentaire pour les chances en équipe première d'Edu. À l'été 2005, la concurrence se réduit lorsque Patrick Vieira quitte le club. Mais l'esprit d'Edu est clair, il a déjà décidé de quitter le club et se dirige vers Valence. Plus tard, Arsène Wenger admet qu'il a eu tort de laisser Vieira et Edu partir dans la même fenêtre de transfert.

#### En équipe nationale (2004-2005)

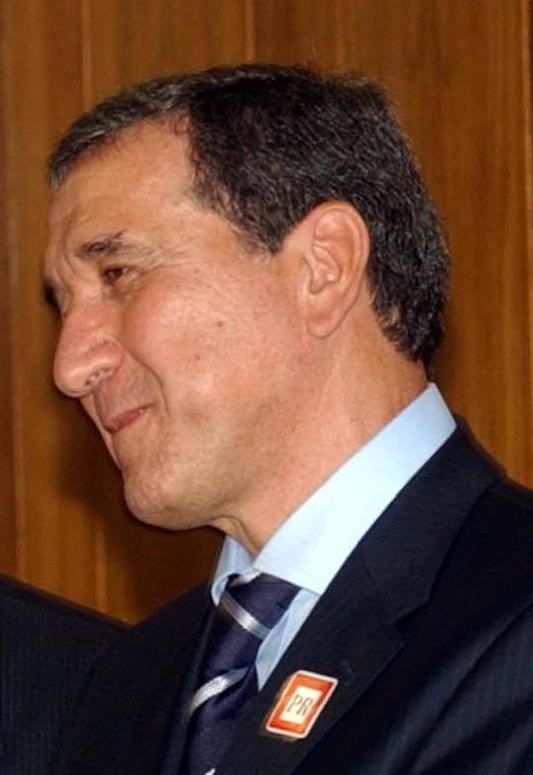
Carlos Alberto Parreira, qui lui offre ses seize sélections en équipe nationale.

En janvier 2004, le joueur encore jamais appelé en équipe nationale brésilienne est à cinq mois de pouvoir demander la nationalité britannique mais souhaite jouer pour son pays natal et non l'équipe d'Angleterre. Dans l'entre-jeu auriverde, il est alors barré par son coéquipier Gilberto Silva mais aussi Emerson et Zé Roberto.
Edú fait ses débuts pour l'équipe du Brésil en avril 2004 à l'occasion d’un match en Hongrie. Suivent deux matchs amicaux en mai, dont un non-officiel, puis deux rencontres pour les qualifications au Mondial 2006 en juin avant d'être appelé pour participer à la Copa América 2004.
Lors de la compétition au Chili, Edú est titulaire à chacune des rencontres, dont la finale remportée face à l'Argentine à l'issue de laquelle il transforme son tir-au-but (2-2 tab 4-2).
Après avoir remporté sa première compétition internationale disputée, Edu continu à être appelé par Carlos Alberto Parreira pour des rencontres amicales et de qualifications à la Coupe du monde 2006 jusqu'à la fin de l'année 2004.
Début 2005, Carlos Alberto Parreira ne convoque plus le milieu de terrain d'Arsenal qu'il prend finalement dans son groupe pour la Coupe des confédérations 2005. Edu rentre en jeu lors du dernier match de poule face au Japon (2-2) qui est sa dernière sélection en équipe du Brésil de football. Le groupe remporte la compétition pour deux victoires en deux tournois internationaux pour Edu.

### Valence (2005-2009)
Edu ne renouvelle pas son contrat avec Arsenal en 2005, préférant jouer pour le Valence CF avec lequel il signe un contrat de cinq ans.
Peu de temps après la signature, Edu se blesse gravement lors de la pré-saison, compliquant sa tâche d'intégrer le groupe brésilien pour la Coupe du monde 2006. Il fait ses débuts avec son nouveau club seulement le 4 avril 2006, lors de la victoire 5-3 contre Cadix. Mais le joueur ne dispose pas suffisamment de temps pour prouver sa valeur au sélectionneur Carlos Alberto Parreira.
En 2008, il remporte la Coupe d'Espagne.

### Retour aux Corinthians (2009-2010)
En juillet 2009, il revient au club de ses débuts, le SC Corinthians.
Le Brésilien met un terme à sa carrière au terme de la saison 2010 en raison d'une succession de blessures.

### Reconversion (depuis 2011)

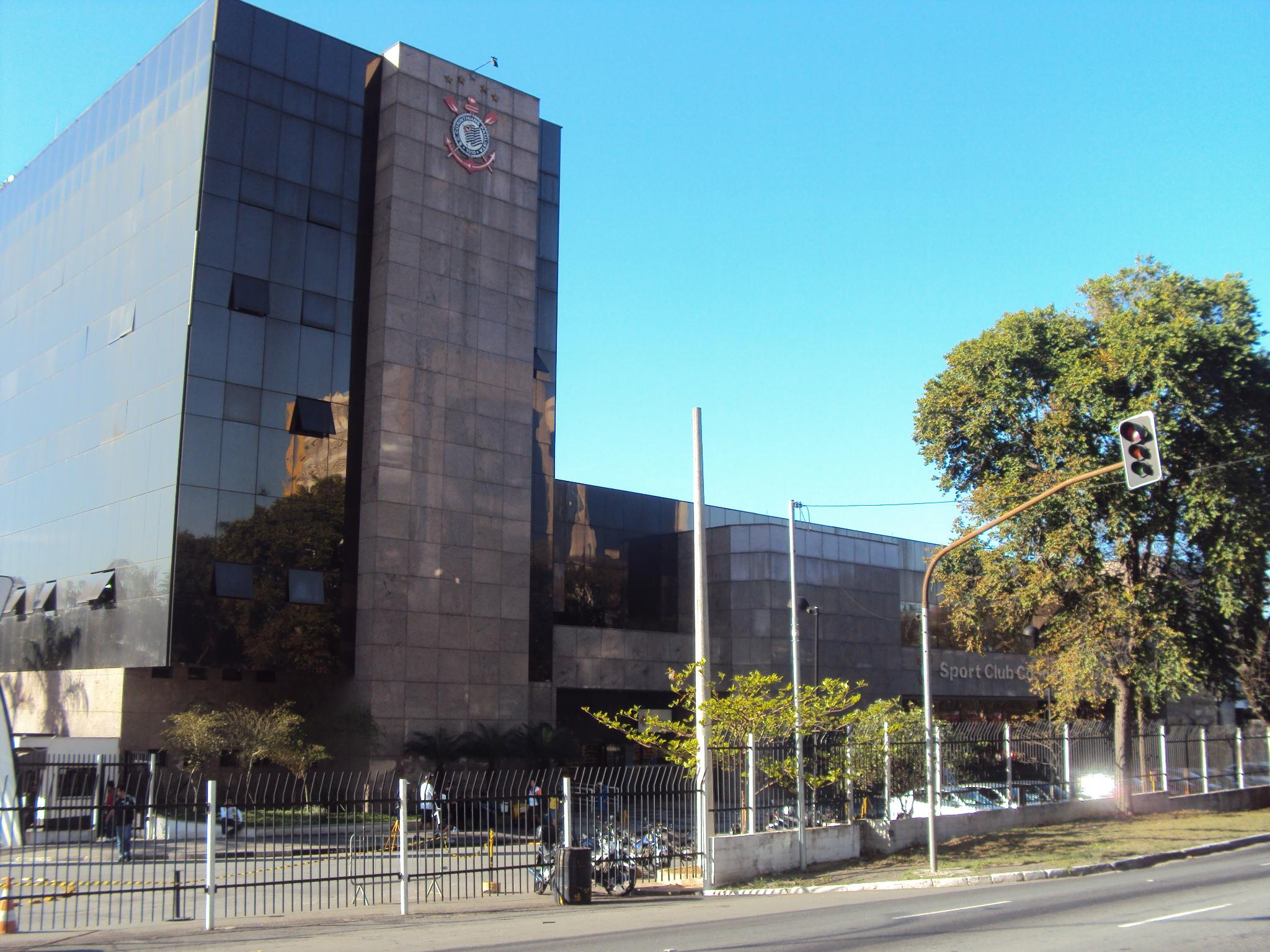
Siège social des Corinthians, où s'est reconverti Edu en 2011.

Après sa retraite sportive, Edu devient directeur du SC Corinthians, rôle important dans le plus riche des clubs brésiliens.
En 2016, il devient  coordinateur général au sein de la confédération brésilienne de football, puis en juillet 2019 directeur technique d'Arsenal.
Le 18 novembre 2022, il est nommé via un communiqué paru sur le site d'Arsenal, premier directeur sportif de l'équipe.

## Style de jeu
Déployé dans l'axe du milieu de terrain ou à l'occasion sur la gauche, Edu a le jeu pour réussir en Premier League. Il se sert de sa taille pour résister au combat physique du football anglais et de sa technique balle au pied au-dessus de la moyenne tout en faisant profiter de son jeu de passe précis.

## Statistiques

### Générale par saison
Le tableau ci-dessous illustre les statistiques d'Edu durant sa carrière professionnelle,.
| Saison                | Club                  | Championnat           | Championnat | Championnat | Coupe(s) nationale(s) | Coupe(s) nationale(s) | Compétition(s) continentale(s) | Compétition(s) continentale(s) | Compétition(s) continentale(s) | Brésil | Brésil | Total | Total |
| Saison                | Club                  | Division              | M.          | B.          | M.                    | B.                    | Comp.                          | M.                             | B.                             | M.     | B.     | M.    | B.    |
| 1998                  | SC Corinthians        | D1                    | 1           | 0           | -                     | -                     | -                              | -                              | -                              | -      | -      | 1     | 0     |
| 1999                  | SC Corinthians        | D1                    | 19          | 0           | -                     | -                     | -                              | -                              | -                              | -      | -      | 19    | 0     |
| 2000                  | SC Corinthians        | D1                    | 6           | 0           | -                     | -                     | -                              | 4                              | 0                              | -      | -      | 10    | 0     |
| Sous-total            | Sous-total            | Sous-total            | 26          | 0           | 0                     | 0                     | -                              | 4                              | 0                              | 0      | 0      | 30    | 0     |
| 2001                  | Arsenal FC            | PL                    | 5           | -           | -                     | -                     | -                              | -                              | -                              | -      | -      | 5     | 0     |
| 2001-2002             | Arsenal FC            | PL                    | 14          | 1           | 8                     | 2                     | C1                             | 5                              | 0                              | -      | -      | 27    | 3     |
| 2002-2003             | Arsenal FC            | PL                    | 18          | 2           | 7                     | 1                     | C1                             | 4                              | 0                              | -      | -      | 29    | 3     |
| 2003-2004             | Arsenal FC            | PL                    | 30          | 2           | 10                    | 2                     | C1                             | 8                              | 3                              | 10     | 0      | 58    | 7     |
| 2004-2005             | Arsenal FC            | PL                    | 12          | 2           | 2                     | 0                     | C1                             | 4                              | 0                              | 5      | 0      | 23    | 2     |
| Sous-total            | Sous-total            | Sous-total            | 79          | 7           | 27                    | 5                     | -                              | 21                             | 3                              | 15     | 0      | 142   | 15    |
| 2005-2006             | Valence CF            | Liga                  | 6           | 0           | -                     | -                     | CI                             | 4                              | 0                              | -      | -      | 10    | 0     |
| 2006-2007             | Valence CF            | Liga                  | 10          | 0           | -                     | -                     | C1                             | 5                              | 0                              | -      | -      | 15    | 0     |
| 2007-2008             | Valence CF            | Liga                  | 13          | 0           | 4                     | 0                     | C1                             | 1                              | 0                              | -      | -      | 18    | 0     |
| 2008-2009             | Valence CF            | Liga                  | 21          | 1           | 5                     | 0                     | C3                             | 3                              | 0                              | -      | -      | 29    | 1     |
| Sous-total            | Sous-total            | Sous-total            | 50          | 1           | 9                     | 0                     | -                              | 13                             | 0                              | 0      | 0      | 72    | 1     |
| 2009                  | SC Corinthians        | D1                    | 11          | 0           | -                     | -                     | -                              | -                              | -                              | -      | -      | 11    | 0     |
| 2010                  | SC Corinthians        | D1                    | 4           | 0           | 8                     | 0                     | -                              | -                              | -                              | -      | -      | 12    | 0     |
| Sous-total            | Sous-total            | Sous-total            | 15          | 0           | 8                     | 0                     | -                              | 0                              | 0                              | 0      | 0      | 23    | 0     |
| Total sur la carrière | Total sur la carrière | Total sur la carrière | 170         | 8           | 44                    | 5                     | -                              | 38                             | 3                              | 15     | 0      | 267   | 16    |

### Détails des sélections internationales
| Compétition              | MJ | V  | N | D |
| ------------------------ | -- | -- | - | - |
| Coupe du monde           | 0  | -  | - | - |
| Copa América             | 6  | 5  | 0 | 1 |
| Qualif. Coupe du monde   | 5  | 3  | 2 | 0 |
| Coupe des confédérations | 1  | 0  | 1 | 0 |
| Match amical             | 4  | 2  | 2 | 0 |
| Total                    | 16 | 10 | 5 | 1 |

Edu connaît seize sélections en équipe du Brésil de football. Il fait ses débuts le 28 avril 2004 en Hongrie en rentrant en jeu lors d'un match amical. En mai 2004, il est convoqué une seconde fois pour deux rencontres amicales dont une face à l'équipe de Catalogne qui ne compte pas dans ses sélections officielles.
Sur ses seize capes, Edu en réalise six lors de la Copa América 2004 dont il participe à chacun des matchs. Le milieu de terrain ne joue que trois fois au Brésil avec le maillot auriverde, sinon toutes ses sélections se déroulent en Europe ou dans un autre pays d'Amérique du Sud. De plus, il ne joue que cinq matchs en entier dont trois terminés avec un carton jaune.
En seize sélections, le brésilien connaît dix victoires, cinq matchs nuls pour une seule défaite à l'occasion du troisième match de poule de la Copa América 2004. Il ne marque jamais avec sa sélection outre son tir-au-but transformé lors de la finale de cette même compétition.
| Les 16 sélections d'Edu avec le Brésil | Les 16 sélections d'Edu avec le Brésil | Les 16 sélections d'Edu avec le Brésil | Les 16 sélections d'Edu avec le Brésil | Les 16 sélections d'Edu avec le Brésil | Les 16 sélections d'Edu avec le Brésil | Les 16 sélections d'Edu avec le Brésil |
| #                                      | Date                                   | Lieu                                   | Adversaire                             | Score                                  | Compétition                            | Note                                   |
| -------------------------------------- | -------------------------------------- | -------------------------------------- | -------------------------------------- | -------------------------------------- | -------------------------------------- | -------------------------------------- |
| 1                                      | 28 avril 2004                          | Budapest                               | Hongrie                                | 4-1                                    | A                                      | Entré                                  |
| 2                                      | 20 mai 2004                            | Saint-Denis                            | France                                 | 0-0                                    | A                                      | Entré                                  |
| -                                      | 25 mai 2004                            | Barcelone                              | Catalogne                              | 0-0                                    | A                                      | Entré                                  |
| 3                                      | 2 juin 2004                            | Belo Horizonte                         | Argentine                              | 3-1                                    | qualif. Mondial 2006                   | Entré                                  |
| 4                                      | 6 juin 2004                            | Santiago                               | Chili                                  | 1-1                                    | qualif. Mondial 2006                   |                                        |
| 5                                      | 8 juillet 2004                         | Arequipa                               | Chili                                  | 1-0                                    | Copa América 2004 - grp. C             | Averti                                 |
| 6                                      | 11 juillet 2004                        | Arequipa                               | Costa Rica                             | 4-1                                    | Copa América 2004 - grp. C             | Remplacé                               |
| 7                                      | 14 juillet 2004                        | Arequipa                               | Paraguay                               | 1-2                                    | Copa América 2004 - grp. C             | Remplacé                               |
| 8                                      | 18 juillet 2004                        | Piura                                  | Mexique                                | 4-0                                    | Copa América 2004 - quart              | Averti                                 |
| 9                                      | 21 juillet 2004                        | Lima                                   | Uruguay                                | 1-1 tab 5-3                            | Copa América 2004 - demie              | Remplacé                               |
| 10                                     | 25 juillet 2004                        | Lima                                   | Argentine                              | 2-2 tab 4-2                            | Copa América 2004 - finale             | Averti                                 |
| 11                                     | 18 août 2004                           | Port-Au-Prince                         | Haïti                                  | 6-0                                    | A                                      | Remplacé                               |
| 12                                     | 5 septembre 2004                       | São Paulo                              | Bolivie                                | 3-1                                    | qualif. Mondial 2006                   | Remplacé                               |
| 13                                     | 8 septembre 2004                       | Berlin                                 | Allemagne                              | 1-1                                    | A                                      |                                        |
| 14                                     | 9 octobre 2004                         | Maracaibo                              | Venezuela                              | 5-2                                    | qualif. Mondial 2006                   | Entré                                  |
| 15                                     | 13 octobre 2004                        | Maceió                                 | Colombie                               | 0-0                                    | qualif. Mondial 2006                   | Entré                                  |
| 16                                     | 22 juin 2005                           | Cologne                                | Japon                                  | 2-2                                    | Coupe des confédérations 2005 - grp. B | Entré                                  |

## Palmarès
| Brésil                                                                              | SC Corinthians | Arsenal FC | Valence CF                             |
| ----------------------------------------------------------------------------------- | --- | --- | -------------------------------------- |
| Copa América (1) - Vainqueur : 2004 Coupe des confédérations (1) - Vainqueur : 2005 | Coupe du monde des clubs (1) - Vainqueur : 2000 Championnat du Brésil (1) - Champion : 1999 Championnat de São Paulo (1) - Champion : 1999 | Championnat d’Angleterre (2) - Champion : 2002 et 2004 Coupe d'Angleterre (2) - Vainqueur : 2002 et 2005 Community Shield (1) - Vainqueur : 2004 Joueur du mois de Premier League (1) - Co-vainqueur en février 2004 | Coupe d'Espagne (1) - Vainqueur : 2008 |

## Vie privée
Au moment de son arrivée à Arsenal, sa sœur décède dans un accident de voiture puis sa famille est victime d'une prise d'otage, le tout s'ajoutant à son problème de passeport.
En mars 2003, Luigi naît de son union avec Paula. L'enfant, né sur le sol anglais, obtient le passeport britannique.